# Гуменюк Людмила Євгенівна
Людмила Євгенівна Гуменюк (нар. 12 серпня 1957, село Новий Солотвин, тепер Бердичівського району Житомирської області) — українська радянська діячка, оператор птахофабрики колгоспу «Гігант» Бердичівського району Житомирської області. Депутат Верховної Ради СРСР 10—11-го скликань.

## Біографія
Народилася в селянській родині. Член ВЛКСМ з 1971 року.
Освіта середня: у 1974 році закінчила середню школу.
З 1974 року — пташниця-оператор птахофабрики колгоспу «Гігант» села Старий Солотвин Бердичівського району Житомирської області.
Потім — на пенсії в селі Старий Солотвин Бердичівського району Житомирської області.